# 西野田雷電神社
西野田雷電神社（にしのだらいでんじんじゃ）は栃木県栃木市大平町西野田にある神社。西野田の鎮守。正式名は単に「雷電神社」であるが、栃木県内には複数の雷電神社があるため（平出雷電神社など）地名を冠して呼ばれることが多い。旧社格は村社。

## 祭神
- 主祭神
  - 大雷命
  - 配神
- 大日孁貴命・磐裂命・根裂命・菅原道真命

## 歴史
『鹿沼聞書・下野神名帳』に「都賀郡 雷電宮 野田」として記載（当時西野田は野田と呼称されていた）。1909（明治42）年に西野田地内の字新屋敷にあった神明社、字天神にあった天満宮、字星宮にあった星宮神社の3社を合祀。しかし、このうち天満宮は後に旧地に復している。

## 境内
- 本殿
- 拝殿
- 社務所

## 境内社

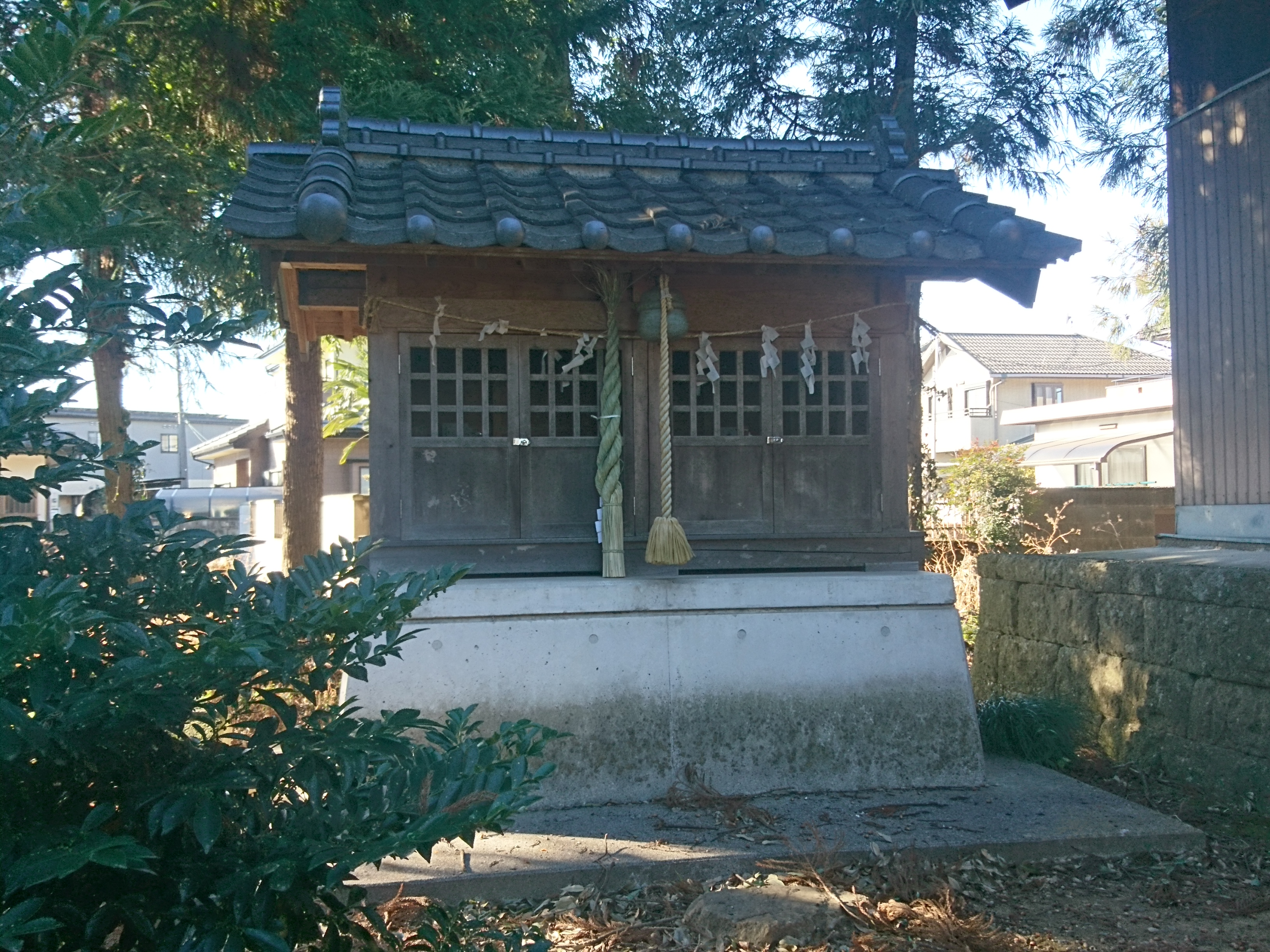
境内社・大杉神社

本殿南側に所在する。
- 大杉神社（祭神：大物主命）